# Ściek (góry)
Ściek w terminologii górskiej oznacza drogę spływania wody z masywu górskiego lub zbocza. Zwykle każda ściana posiada swój własny ściek, często jest ich wiele, czasem da się wyodrębnić ściek główny i inne, mniejsze.
Ponieważ zjawiska erozyjne są przyspieszane przez obecność wody, ściek często wykształca wklęsłą formację górską, np. komin, czasem jednak może przebiegać zachodami, czy wyjątkowo, płytami. W zimie, zwykle zamarznięty, tworzy lodospad, co pozwala na uprawianie wspinaczki lodowej.